# Dicranota chorisa
Dicranota chorisa är en tvåvingeart som beskrevs av Alexander 1967. Dicranota chorisa ingår i släktet Dicranota och familjen hårögonharkrankar. Inga underarter finns listade i Catalogue of Life.